# 白方勝
白方 勝（しらかた まさる、1932年(昭和7年)8月19日 - ）は、国文学者、愛媛大学名誉教授。
愛媛県松山市生まれ。1955年愛媛大学教育学部中等教育国語科卒業、愛媛県立松山東高等学校教諭、1962年新居浜工業高等専門学校講師、1974年愛媛大学教育学部助教授、78年教授。1997年定年退官、名誉教授、松山東雲女子大学教授。2003年退職。第26回河竹賞受賞。愛媛出版文化賞受賞。
2012年4月瑞宝中綬章受章。

## 著書
- 『紫式部日記臆説』風間書房、1986
- 『周円法師一代記』愛媛文学叢書刊行会、1989
- 『近松浄瑠璃の研究』風間書房、1993
- 『伝承の文学』風間書房、1997
- 『武左衛門一揆考』白水書菴、1999
- 『冷泉為村と伊予の歌人たち』白水書菴、2004
- 『源氏物語の人と心』風間書房、2005
- 『源義経虚実の間』白水書菴、2006
- 『日本古代文学史における疎外されたひとびと』晴耕雨読、2009

共著
- 『仮名手本忠臣蔵』土田衛共校注 笠間書院、1971

## 参考
- 白方勝先生 略歴・主要著書目録 (白方勝教授退官記念号)  愛媛国文と教育、1998 - 07
- 『現代日本人名録』2002年